# 円真寺
円真寺（えんしんじ）は、神奈川県川崎市幸区にある日蓮宗寺院。山号は蓮忠山。院号は円経院。通師・雑司ヶ谷法縁に属する。
旧本寺は碑文谷法華寺、のち小湊誕生寺。

## 歴史
創建年代未詳。『新編武蔵風土記稿』に小田原城で討死した後北条氏の家臣斉藤大学助久義を追善のため建立とあり、戦国時代までに創建されたと考えられる。慶長九甲辰年に北条氏家門の蒲田所左衛門忠義が開基となり、比企谷妙本寺・池上本門寺両山第14世日詔を開山と仰ぎ中興。碑文谷妙法華寺の末寺として、寛永10年(1633年)に現在山号・寺号を与えられる。不受不施派の禁教・碑文谷法華寺廃絶後、小湊誕生寺の末寺となる。

## 境内
昭和20年の空襲において伽藍・什物は山門・鐘楼堂を除き灰燼に帰す。

### 現存する伽藍
- 本堂　　昭和40年第27世日照により再建。内陣正面には日照筆の十界大曼荼羅本尊・釈迦立像・祖師像、左陣は日照感得の鬼子母神像を祀る。
- 客殿　　昭和59年第29世日瑞により再建。
- 山門　　享保9年建立。
- 鐘楼堂　享保9年建立。戦争で大鐘が供出されたのち壁を作り納骨堂として現存する。
- 願満堂　鬼子母神堂跡地に建立。不動明王・コンガラ童子・セイタカ童子を祀る。
- 稲荷社　円経稲荷・妙智力稲荷・白光寺稲荷を祀る
- 水神社　水神明王・妙観大龍神を祀る
- 蒲田家宝篋印塔　寛永10年建立　開基蒲田所左衛門妻妙蓮が供養の願を興し法華経一千部読誦した砌の供養塔。
- 日蓮銅像
- 西南戦争義所碑[注釈 6]
- さざれ石
- 渡邊白容・渡邊向日葵　句碑

### かつて存在していた伽藍
- 鬼子母神堂　細川綱利奉納による日蓮開眼胎籠鬼子母神を祀る。昭和20年戦災により消失。

## 歴代
| 歴代         | 法号                    | 命日                     | 経歴                                                                                            | 備考                                                                                            |
| ------------ | ----------------------- | ------------------------ | ----------------------------------------------------------------------------------------------- | ----------------------------------------------------------------------------------------------- |
| 開山         | 自證院日詔              | 元和3年4月19日           | 小西檀林2世 池上本門寺・比企谷妙本寺14世 開山・縁故寺院多数                                     | 小西檀林玄化 飯高檀林日尊(後両山13世)弟子                                                       |
| 2世          | 顕妙院日饒              | 慶安2年2月9日（69歳）    | 本瑞寺2世                                                                                       | 蒲田氏                                                                                          |
| 3世          | 一遠院日広              | 元禄4年8月               |                                                                                                 |                                                                                                 |
| 準歴         | 雀明院日静              | 寛文6年9月5日            |                                                                                                 |                                                                                                 |
| 4世          | 正法院日性              | 元禄元年10月25日（86歳） | 藤岡市天竜寺6世（慈雲院日性）                                                                   |                                                                                                 |
| 5世          | 円珠院日善              | 寛文3年3月3日            |                                                                                                 |                                                                                                 |
| 6世          | 大経院日慈              | 元和2年1月30日           |                                                                                                 |                                                                                                 |
| 7世          | 修得院日性              | 元禄元年12月15日         |                                                                                                 |                                                                                                 |
| 8世          | 嗣法院日胤              | 正徳3年3月26日（64歳）   |                                                                                                 | 小湊誕生寺末寺としての書面曽存                                                                  |
| 9世          | 満行院日視              | 享保2年5月18日           |                                                                                                 |                                                                                                 |
| 10世         | 一妙院日晃              | 享保13年1月20日          |                                                                                                 |                                                                                                 |
| 11世         | 唯心院日性              | 正徳6年2月6日            |                                                                                                 | 飯高檀林学室、松和田谷 初賜任聖号                                                               |
| 12世         | 義観院日鑑              |                          |                                                                                                 | 飯高檀林、松和田谷 鬼子母神堂建立・高祖大士開眼鬼子母神像胎籠求納之                             |
| 13世         | 通正院日明              | 享保16年7月3日（43歳）   |                                                                                                 | 飯高檀林、松和田谷                                                                              |
| 14世         | 亮遠院日忍              | 延享4年2月20日           |                                                                                                 | 客殿再建 賜贈聖号                                                                               |
| 15世         | 宝林院日松 （通円）     | 安永4年2月1日            | 堀之内妙法寺15世(中興) 飯高檀林144世 白山福相寺15世 匝瑳市妙光寺(現妙広寺)20世 八王子大乗寺15世 | 飯高檀林文能、松和田谷 客殿造作・庫裏修復・祖師衣替・鳴鐘一門前石塔 賜聖号 齋藤大学之助久義子孫 |
| 16世         | 白牛院日延              | 宝暦3年7月29日           |                                                                                                 | 飯高檀林玄化 中臺                                                                               |
| 17世         | 妙道院日咸 （慈雲）     | 寛政2年12月9日           | 飯高檀林165世 三田薬王寺8世                                                                     | 飯高檀林玄化、松和田谷 師範は塚原根本寺26世日雄 境内・客殿整備                                  |
| 18世         | 妙化院日清              | 文化1年6月6日            | 文京区興善寺16世                                                                                | 飯高檀林中座、松和田谷 師範は興津37世・身延山40世日輪 在任14年 境内・客殿修復造営               |
| 19世         | 太樹院日門 （了然）     | 文政2年1月12日（61歳）   | 雑司ヶ谷法明寺34世                                                                              | 飯高檀林玄講 任 永聖 初祖                                                                       |
| 20世         | 梵樹院日経              | 文政5年1月7日            |                                                                                                 |                                                                                                 |
| 21世         | 松輪院日寿 （泰福）     | 慶応元年4月11日          | 飯高檀林324世 雑司ヶ谷法明寺41世                                                                | 飯高檀林文能                                                                                    |
| 22世         | 玄樹院日唱 （智運）     | 明治21年12月10日         | 堀切清亮寺23世 谷中妙行寺 23世                                                                  | 師範は21世日寿                                                                                  |
| 23世         | 治明院日祥 （見勝）     | 明治35年2月14日          | 山科護国寺521 雑司ヶ谷法明寺44世 善部妙蓮寺18世                                                 |                                                                                                 |
| 24世         | 海全院日隆 （石井見如） | 大正4年10月29日          | 谷中養伝寺26世                                                                                  | 師範は佐渡玉泉寺日相                                                                            |
| 25世         | 本寂院日久 （竹内見龍） | 大正12年3月24日          | 雑司ヶ谷本納寺28世                                                                              |                                                                                                 |
| 26世         | 海潮院日音 （渡邊信敬） | 昭和53年8月20日          | 雑司ヶ谷本納寺29世（信敬院日音） 善部妙蓮寺21世 柳瀬実成寺40世                                  | 雅号 白容 戦災復興・客殿                                                                        |
| 27世         | 海光院日照 （渡邊誠懽） | 昭和53年4月13日（65歳）  | 川崎妙遠寺21世                                                                                  | 遠寿院荒行堂副伝師 日蓮宗修法師 戦災復興・本堂・庫裏                                            |
| 28世（加歴） | 海学院日浄 （渡邊正敬） | 昭和20年7月28日（31歳）  |                                                                                                 | 26世日音の養子 旧姓桐ヶ谷 戦病死                                                                |
| 29世         | 海照院日瑞 （渡邊興一） | 平成18年4月28日          |                                                                                                 | 28世日浄の子 日蓮700遠忌事業・客殿建築 日蓮宗修法師・日蓮宗声明師                               |
| 30世         | 退任                    |                          |                                                                                                 |                                                                                                 |
| 31世         | 海興院日裕 （渡邊眞岳） |                          |                                                                                                 |                                                                                                 |